# Officieren en Opzichters van Fortificatiën
Binnen de Koninklijke Landmacht houden de Officieren en Opzichters van Fortificatiën zich bezig met het onderhoud en bouw van militaire gebouwen, etablissementen, enz.
Het naoorlogs embleem is in 1947 ingevoerd, voorstellend een vier-bastions vestingswerk bij het baretembleem en een zes-bastions vestingswerk bij de kraag en schouderemblemen, met in het midden de sappeurshelm van de genie.
In het verleden hadden opzichters een aparte militaire rang.

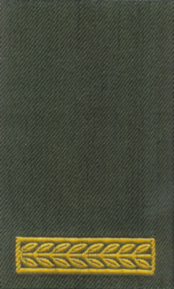
Rangembleem van de Opzichter van Fortificatiën